# Курская (станица)
Курска́я — станица, административный центр Курского района (муниципального округа) Ставропольского края России.

## География
Станица расположена на берегу реки Куры, по имени которой и получила своё название.
Ближайшая железнодорожная станция — в Моздоке — расположена в 45 км южнее.
Расстояние до краевого центра: 227 км.

## История
В 1769 году образована станица Курская (по другим данным - основана 2 июля 1784 года русскими переселенцами из центральных районов России, приписанными в казаки, числом в 500 человек. В течение двух лет новая станица почти обезлюдела из-за эпидемии малярии и многочисленных побегов крестьян. В 1789 беглецы были возвращены в станицу).
На 1789 год слобода входила в Екатериноградский уезд.
Указом от 30 августа 1790 года Кавказское наместничество и Кавказская губерния ликвидированы, губернские присутственные места переведены в Астрахань, город Екатериноград и Екатериноградский уезд упразднены. Населённые пункты ликвидированного Екатериноградского уезда распределены между близлежащими уездами. В частности, в состав Моздокского уезда вошла слобода Курская.
В 1861 году станица Курская вошла в состав Терского войска. В период с 1871 по 1874 годы она входила в Георгиевский, затем Пятигорский округа. В 1882 году станица присоединена к Нальчинскому округу, а с 1899 года в составе Моздокского отдела Терской области. 
В 1923 году в станице была участковая больница на 10 коек, почтовое отделение, две школы I ступени, численность учеников составляла 259 человек.
В 1923 году в Курскую волость входили станица Курская, местечко Эдиссия, село Ивановское, хутора Новоспасский, Сулименков, Кабай и другие. 
1 января 1935 года станица становится административным центром образованного района.
C августа по декабрь 1942 года — немецкая оккупация.
1 апреля 1957 года образован совхоз «Курский».
До 16 марта 2020 года станица была административным центром упразднённого Курского сельсовета .

## Население
| 1786  | 1789  | 1790    | 1826    | 1829    | 1845    | 1856  | 1858  | 1861  |
| ----- | ----- | ------- | ------- | ------- | ------- | ----- | ----- | ----- |
| 316   | ↗463  | ↗543    | ↘274    | ↗325    | ↗432    | ↗769  | ↗787  | ↘723  |
| 1865  | 1870  | 1882    | 1890    | 1896    | 1911    | 1914  | 1939  | 1959  |
| ↗779  | ↗912  | ↗935    | ↗1083   | ↗1368   | ↗1533   | ↗1540 | ↗3526 | ↗4119 |
| 1970  | 1979  | 1989    | 2002    | 2010    | 2021    |       |       |       |
| ↗7403 | ↗9144 | ↗10 562 | ↗11 824 | ↗12 045 | ↘11 692 |       |       |       |

Половой состав
По итогам переписи населения 2010 года проживали 5559 мужчин (46,15 %) и 6486 женщин (53,85 %).
Национальный состав
По итогам переписи населения 2010 года проживали следующие национальности (национальности менее 1 %, см. в сноске к строке "Другие"):
| Национальность | Численность | Процент |
| -------------- | ----------- | ------- |
| Русские        | 8352        | 69,34   |
| Армяне         | 1719        | 14,27   |
| Грузины        | 515         | 4,28    |
| Осетины        | 282         | 2,34    |
| Турки          | 155         | 1,29    |
| Цыгане         | 152         | 1,26    |
| Другие         | 870         | 7,22    |
| Итого          | 12 045      | 100,00  |

## Инфраструктура
- Управление архитектуры и градостроительства
- Центр занятости населения
- Центр социального обслуживания населения
- Социально-реабилитационный центр для несовершеннолетних «Надежда». Открыт 2 ноября 1993 года[21]

## Образование
- Средняя общеобразовательная школа № 1
- Средняя общеобразовательная школа № 2
- Основная общеобразовательная школа № 25
- Детская художественная школа
- Детская музыкальная школа. Открыта 22 мая 1961 года[22]
- Детско-юношеская спортивная школа «Старт»

## Экономика
- Бывшие заводы не действуют: консервный, пивоваренный, винный и маслосырзавод, хлебзавод.
- Развивается частный сектор: ИП, КФХ, ЛПХ, Кооперативы (услуги, торговля, производство, животноводство, пчеловодство, грузоперевозки, сфера развлечений и т. д.)
- Сельскохозяйственный производственный кооператив (колхоз) «Курский». Образован 1 апреля 1957 года как совхоз «Курский»[23]
- Курский филиал ГБУ СК «Стававтодор»[24]. Открыт 1 апреля 1980 года[25]

## СМИ
- Пункт вещания Цифрового эфирного телевидения[26]

## Памятники
- Памятник-крест казакам станицы Курской, погибшим во время турецкой войны 1877—1879 годов. 1879 год[27]
- Памятник В. И. Ленину. 1950 год[28]
- Памятник воинам, погибшим в годы гражданской и Великой Отечественной войн. 1968 год[29]
- Памятник погибшим во время оккупации, реконструирован в 2014 году

## Кладбища
В границах населённого пункта расположены 2 общественных открытых кладбища площадью 46 тыс. м² и 114 тыс. м².